# Motylik fioletowouchy
Motylik fioletowouchy (Uraeginthus granatinus) – gatunek małego ptaka z rodziny astryldowatych (Estrildidae). Występuje w południowej części Afryki. Nie jest zagrożony wyginięciem.

## Taksonomia
Po raz pierwszy gatunek opisał Karol Linneusz w 12. wydaniu Systema Naturae (1766). Nowemu gatunkowi nadał nazwę Fringilla granatina. Zapisał miejsce odłowienia holotypu jako Brazylię, co jest błędem – ten pochodził z Angoli. Obecnie gatunek klasyfikowany jest w rodzajach Granatina (HBW) lub Uraeginthus (IOC). Gatunek uznawany jest przez IOC za monotypowy, opisano jednak dwa nieuznawane podgatunki.

## Morfologia
Długość ciała wynosi około 14 cm; masa ciała 9,5–13,9 g. Ponad połowa długości ciała przypada na ogon. Występuje dymorfizm płciowy w upierzeniu. Samce mają kobaltowoniebieskie czoło i fioletowe boki głowy, niektóre dodatkowo również czarny kantarek. Podbródek i gardło czarne. Ciemię, grzbiet i skrzydła porastają pióra o głębokiej, czerwonobrązowej barwie. Pierś i brzuch kasztanowe, jednak na brzuchu kolor ten jest ciemniejszy, niekiedy niemal czarny. Sterówki ciemnoszare, czarno okalane. Nasada ogona jasna, kobaltowoniebieska. U samicy większość upierzenia jasnobrązowa z czerwonym odcieniem. Wyróżnia ją jasnoniebieski kolor czoła, boków głowy i nasady ogona. Broda i gardło jasnoszare. Dziób czerwony, tęczówki rubinowe, oko zaś okala czerwona obrączka oczna. Nogi łupkowe. Ze względu na ich wyjątkowe upierzenie trudno pomylić te ptaki z jakimikolwiek innymi; w słabym świetle może przypominać astrylda czarnolicego (Estrilda erythronotos).

## Zasięg występowania
Motyliki fioletowouche występują na obszarze od południowej Angoli, południowo-zachodniej Zambii i Zimbabwe na południe po Namibię, Botswanę, północną Południową Afrykę (na południe po północną Prowincję Przylądkową Północną, Wolne Państwo i Mpumalanga) oraz południowy Mozambik. BirdLife International szacuje zasięg występowania na 3,03 mln km².

## Ekologia i zachowanie
Środowiskiem życia motylików fioletowouchych są rozległe stepy z rzadko rozmieszczonymi gajami akacji i ciernistymi krzewami, skupiska drzew mopane (Colophospermum mopane), miombo, karru. W latach 70. XX wieku oszacowano zagęszczenie na pewnej sawannie Acacia–Dichrostachys w centralnym Transwalu na 1 parę/49 ha, pod koniec lat 80. XX wieku w Nylsvley na 1 parę/17 ha w weldzie i 1 parę/50 ha w lesie szerokolistnym. Pożywienie tych ptaków stanowią nasiona traw i roślin zielnych – portulaki pospolitej (Portulaca olearacea) oraz Alternanthera pungens – owoce małych drzew, nektar z kwiatów aloesu oraz owady. Występowanie tych ptaków wskazuje na to, że nie są one uzależnione od powierzchniowych źródeł wody, co wyróżnia je na tle innych astryldów. Są to ptaki skryte, żyją w parach lub małych grupach.

### Lęgi
Lęgi odbywają się po porze deszczowej. W Botswanie lęgi odnotowywano od grudnia do czerwca (głównie luty–kwiecień), w Nigerii przez większość roku (z wyjątkiem kwietnia i okresu wrzesień–listopad), w RPA odnotowywano zniesienia we wszystkich miesiącach roku poza grudniem. Są to ptaki monogamiczne, łączące się w pary na całe życie. W budowie gniazda uczestniczą obydwa ptaki z pary. Przypomina owalną strukturę o grubych ścianach, których budulec stanowią głównie łodygi traw. Wnętrze wyściełane jest kwiatostanami traw i pierzem. Zniesienie liczy 2–7 jaj, inkubacja trwa 12–13 dni. Wysiadują obydwa ptaki z pary. Młode są w pełni usamodzielnione po 16–18 dniach życia. Osobniki młodociane mają jednolitą, żółtawobrązową barwę, później wyłaniają się pojedyncze niebieskie pióra. W wieku 4 miesięcy uzyskują upierzenie dorosłe.

## Status
IUCN uznaje motylika fioletowouchego za gatunek najmniejszej troski (LC, Least Concern) nieprzerwanie od 1988 (stan w 2020). BirdLife International uznaje trend populacji za stabilny. W hodowli jest to gatunek bardzo rzadko spotykany.